# Lo que no fue
Lo que no fue es una telenovela mexicana producida por Arcadio Gamboa para Telesistema Mexicano (hoy Televisa) en 1969. Contó con una historia original de Mimí Bechelani y fue protagonizada por María Elena Marqués y José Gálvez.

## Elenco
- María Elena Marqués - Laura
- José Gálvez - Gerardo
- Elsa Cárdenas - Virginia
- María Teresa Rivas - Cristina
- Eugenia Avendaño - Patty
- Miguel Maciá - Antonio
- Juan Ferrara - Alberto
- Miguel Córcega - Gonzalo
- Virginia Gutiérrez - Isabel
- Andrea Palma - Amalia
- José Roberto Hill - José Luis
- María Rubio